# Friedrich Gerhard Hohmann
Friedrich Gerhard Hohmann (* 23. Februar 1928 in Münster; † 22. Mai 2025 in Paderborn) war ein deutscher Historiker. Hohmann war von 1956 bis 1992 Gymnasiallehrer am Gymnasium Theodorianum in Paderborn. Er war langjähriger Direktor des Vereins für Geschichte und Altertumskunde Westfalens, Abteilung Paderborn.

## Leben
Hohman wurde als ältestes von fünf Kindern eines Volkswirtes geboren. Nach dem Besuch verschiedener Schulen, konnte er am Aldegrever-Gymnasium in Soest 1947 das Abitur ablegen. Ab 1948 studierte er Geschichte und Germanistik an der Georg-August-Universität Göttingen unter anderem bei Hermann Heimpel, Percy Ernst Schramm und Werner Conze. In Göttingen war er seit 1948 Mitglied der Akademischen Verbindung Palatia, der er sich zeitlebens verbunden fühlte. 1950 wechselte er an die Westfälische Wilhelms-Universität Münster, wo Erich Trunz und Jost Trier zu seinen Professoren gehörten.
Nach seinem Studium war Hohmann von 1954 bis 1956 zunächst Studienreferendar am Gymnasium Laurentianum in Arnsberg sowie am Ceciliengymnasium in Bielefeld. 1956 promovierte er an der Philosophischen Fakultät der Universität Münster mit der Dissertation Des Dominikaners Tholomeus von Lucca Leben, Werk und Wirkung zum Dr. phil. Sein Doktorvater, der Historiker Herbert Grundmann, war schon während seines Studiums einer seiner Professoren. Noch im selben Jahr wurde er am Paderborner Gymnasium Theodorianum angestellt, er unterrichtete Deutsch und Geschichte. 1992 trat er als Studiendirektor in den Ruhestand.
1959, als Studienassessor, wurde Hohmann Mitglied im Verein für Geschichte und Altertumskunde Westfalens. Er gehörte seit 1970 zum Beirat und wurde 1975 Direktor der Paderborner Abteilung des Vereins. Als solcher gehörte er 1991 zu den Stiftern des Ignaz-Theodor-Liborius-Meyer-Preises, der junge Wissenschaftler ehrt, die auf dem Gebiet der westfälischen Landesgeschichte tätig sind und herausragende Leistungen erbracht haben. Bei seinem Abschied 2003 wählte man ihn zum Ehrenmitglied. Von 1965 bis 1975 war er auch Vorsitzender des Trägervereins der Westfälischen Kammerspiele. Während dieser Zeit konnte er 1968 entscheidend am Neubau des Theaters mitwirken. Hohmann war ab 1973 bis 2009 zunächst ordentliches Mitglied der Historischen Kommission für Westfalen, seit 2009 ist er korrespondierendes Mitglied. 1961 wurde er Mitglied im Rotary und war 1967 Mitbegründer des Paderborner Clubs.
Friedrich Gerhard Hohmann starb am 22. Mai 2025, im Alter von 97 Jahren, in Paderborn. Er wurde auf dem Paderborner Ostfriedhof bestattet. Hohmann war Autor und Herausgeber zahlreicher Fachveröffentlichungen, vor allem zur Paderborner Geschichte und Bauwerken aber auch Geschichte des 19. Jahrhunderts. Einige Werke veröffentlichte er zusammen mit Heinz Bauer, dem Leiter des Paderborner Bonifatius-Verlages. Er gehörte zur Redaktion und war Mitautor des Paderborner Teils der Westfälischen Zeitschrift, dem Organ des Vereins für Geschichte und Altertumskunde Westfalens, die er auch jahrelang selbst herausgab. Außerdem war er Herausgeber von über 50 Bänden der Reihe Studien und Quellen zur Westfälischen Geschichte sowie einiger Bände der Reihe Westfälische Lebensbilder.

## Veröffentlichungen (Auswahl)

### Autor
- Der Dom zu Paderborn. mit Heinz Bauer, Bonifatius-Verlag, Paderborn 1968.
- Alte Kirchen im Hochstift Paderborn. mit Heinz Bauer, Bonifatius-Verlag, Paderborn 1974.
- Das Hochstift Paderborn, ein Ständestaat.  Volksbank, Paderborn 1975.
- Die Kilianskirche zu Lügde. Katholisches Pfarramt St. Marien, Lügde 1976.
- Die Stadt Paderborn. mit Heinz Bauer, Bonifatius-Verlag, Paderborn 1977, ISBN 978-3-87088-187-0.
- Die Anfänge der Eisenbahn im Hochstift Paderborn. mit Hans Walter Wichert und Werner Czapski, Volksbank, Paderborn 1987.
- Karten, Pläne, Ansichten 1550–1800 aus dem Paderborner und dem Corveyer Land. Volksbank, Paderborn 1996.

### Herausgeber
- Deutsche Patrioten in Widerstand und Verfolgung 1933–1945. Paul Lejeune-Jung, Theodor Roeingh, Josef Wirmer, Georg Frhr. von Boeselager. Ein Gedenkbuch der Stadt Paderborn. Schöningh, Paderborn 1986, ISBN 978-3-506-73935-3.
- Westfälische Lebensbilder. Band 17, Aschendorff, Münster 2005, ISBN 978-3-402-06737-6.
- Westfälische Lebensbilder. Band 18, Aschendorff, Münster 2009, ISBN 978-3-402-15111-2.
- Westfälische Lebensbilder. Band 19, Aschendorff, Münster 2015, ISBN 978-3-402-15117-4.